# Fibrillithecis halei
Fibrillithecis halei är en lavart som först beskrevs av Tuck. & Mont., och fick sitt nu gällande namn av Mangold. Fibrillithecis halei ingår i släktet Fibrillithecis och familjen Graphidaceae.   Inga underarter finns listade i Catalogue of Life.